# 搜救犬露比
《搜救犬露比》（英語：Rescued by Ruby）是一部2022年美國傳記劇情片，由卡特·謝伊執導。故事講述了一位名叫丹尼爾·奧尼爾（葛蘭特·格斯汀飾）（又名丹）的州警，他夢想加入州警察局的頂尖警犬隊，但一直未能成功。直到他在收容所收養了一隻名叫露比的狗並與牠成為朋友。該電影於2022年3月17日由Netflix發行。

## 劇情
電影根據真實故事改編。露比是一隻極度活躍的混血邊境牧羊犬，在六個月裡，她曾多次從收容所被收養，但總是因為飼主無法控制牠而被送回，差一點面臨安樂死的命運；而另一邊，羅德島州警官丹尼爾·奧尼爾一直夢想加入州警察的頂尖警犬隊K-9搜救隊。然而入隊申請卻屢遭拒絕，而且29歲的他只剩下最後一次機會，因為所有申請者都必須在30歲以下。
丹尼爾得知K-9單位沒有資金進口更多的德國牧羊犬（該品種通常用於搜救隊），因此他無法加入該計劃，而同時妻子梅麗莎懷上了第二個孩子，這讓他更加堅定了追求夢想的決心，因為升職也會提高他的工資和福利。
收容所人員帕特不忍露比被安樂死，懇求同事里克再給牠一點時間。而丹發現K-9的警犬不一定都是德國牧羊犬，但需要好奇心強、敏捷且活潑的特質。然後他參觀了收容所，帕特說服他收養露比來訓練並加入該計劃。接著丹開始嘗試訓練露比、同病相憐的人與狗經歷了各種高低起伏。他們都精力充沛、充滿熱情，並且必須探索如何有效地合作。

## 評價
該片網站爛番茄上，根據5條評論，該片的正面評價為100%，平均評分為6.9/10。
於Netflix上映當週，該片觀看時長為3.11億分鐘，在尼爾森當週熱門電影排行榜上排名第四，在Netflix十大英語電影中排名第二。

## 外部連結
- 在Netflix上觀看《搜救犬露比》
- 互联网电影数据库（IMDb）上《搜救犬露比》的资料（英文）